# Chaetexorista langi
Chaetexorista langi är en tvåvingeart som först beskrevs av Charles Howard Curran 1927.  Chaetexorista langi ingår i släktet Chaetexorista och familjen parasitflugor. Inga underarter finns listade i Catalogue of Life.